# Vesiculaphis cephalata
Vesiculaphis cephalata är en insektsart. Vesiculaphis cephalata ingår i släktet Vesiculaphis och familjen långrörsbladlöss. Inga underarter finns listade i Catalogue of Life.